# Philippe Toussaint
Pour les articles homonymes, voir Toussaint (homonymie).
Philippe Toussaint (né le 30 juin 1949 à Bruxelles) est un golfeur belge passé professionnel en novembre 1971. 

## Première victoire belge sur le tour européen
Il fut le premier belge à gagner sur le tour européen, rejoint 37 ans après par Nicolas Colsaerts qui gagna en 2011 le Volvo China Open.

## Palmarès
| année | Vainqueur          | Nationalité | Tournoi                          |
| ----- | ------------------ | ----------- | -------------------------------- |
| 1974  | Philippe Toussaint |             | Benson & Hedges Festival of Golf |